# Brooque Williams
Brooque Christia Williams (Pittsburgh, 14 gennaio 1989) è una cestista statunitense.